# Lassie kommer hem
Lassie kommer hem (tyska: Lassie – Eine abenteuerliche Reise, arbetstitel: Lassie Come Home) är en tysk spelfilm från 2020, baserad på historierna om Lassie av Eric Knight. Filmen är regisserad av Hanno Olderdissen och skriven av Jane Ainscough. I rollerna syns bland annat Nico Marischka, Sebastian Bezzel och Anna Maria Mühe.
Filmen hade biopremiär i Sverige den 20 augusti 2021, utgiven av Lucky Dogs.

## Handling
Filmen utspelar sig i en liten idyllisk by i Bayern, där den långhåriga collien Lassie bor tillsammans med familjen Maurer, som består av mamma Sandra (Anna Maria Mühe), pappa Andreas (Sebastian Bezzel) och sonen Florian (Nico Marischka), samt ytterligare ett barn i mamma Sandras mage. En dag blir Lassie tvungen att bo någon annanstans ett litet tag, då familjens hundhatande hyresvärd fru Möller (Sarah Camp) har varit på familjen och bett dem att göra sig av med Lassie, och valet faller till slut på pappa Andreas tidigare chef greve von Sprengel (Matthias Habich). Dock så blir Lassies vistelse hos greven inte så långvarig, då en av hans anställda, gårdskarlen Hinz (Christoph  Letkowski), är elak mot henne och gör så att hon flyr iväg. Florian och grevens barnbarn Priscilla (Bella Bading) tar då upp jakten och letar efter Lassie, så att hon återigen kan komma hem till sina rättmätiga ägare.

## Rollista (i urval)
| Roll                   | Skådespelare        | Svensk röst               |
| ---------------------- | ------------------- | ------------------------- |
| Florian "Flo" Maurer   | Nico Marischka      | Elliot Lingmerth          |
| Andreas Maurer         | Sebastian Bezzel    | Magnus Mark               |
| Sandra Maurer          | Anna Maria Mühe     | Anna Sahlin               |
| Priscilla von Sprengel | Bella Bading        | Charlie Löfgren Kruse     |
| Greve von Sprengel     | Matthias Habich     | Bengt Järnblad            |
| Gerhardt               | Justus von Dohnányi | Martin Redhe Nord         |
| Hinz                   | Christoph Letkowski | Leo Hallerstam            |
| Sebastian von Sprengel | Johann von Bülow    | Joakim Jennefors          |
| Franka                 | Jana Pallaske       | Emelie Clausen            |
| Fru Möller             | Sarah Camp          | Charlotte Ardai Jennefors |

Övriga svenska röster: Adam Fietz, Alexandra Nylén Bonnier, Anders Öjebo, Anton Olofsson Raeder, Erica Karlsson, Figge Norling, Folke Inghammar, Hannes Duberg, Jesper Adefelt, Josefine Götestam, Lina Bergfalk, Matilda Smedius, Mattias Söderberg, Mikaela Tidermark Nelson, Molly Flemström och Norea Sjöquist.